# Johann Matthäus Rehm
Johann Matthäus Re[h]m oder Jean-Mathieu Rehm war ein Goldschmied des 17. und 18. Jh. in Augsburg.

## Leben
Er war Goldschmiedmeister im Jahre 1696, als er Susanna Barbara Sprockhoff, die Tochter des Goldschmiedes Paul Hillebrand Sprockhoff heiratete, bei welchem er wohl als Lehrling gearbeitet hatte. Nach Susannas Tod heiratete er 1707 erneut und verließ Augsburg wenig später. Sein Name erscheint erneut in einer Goldschmiedsliste von 1709, aber mit der Anmerkung „ist nicht mehr hier“.
Ein gewisser Johann Matthäus Rem hat von 1628 bis 1639 ein Stammbuch geführt. Eintragungen darin stammen aus Regensburg, Altdorf, Krems und Augsburg. Es befindet sich in der Württembergischen Landesbibliothek, Stuttgart. Aufgrund der Lebensdaten kann vermutet werden, dass es sich bei dieser Person nicht um dieselbe Person handelt.

## Werk

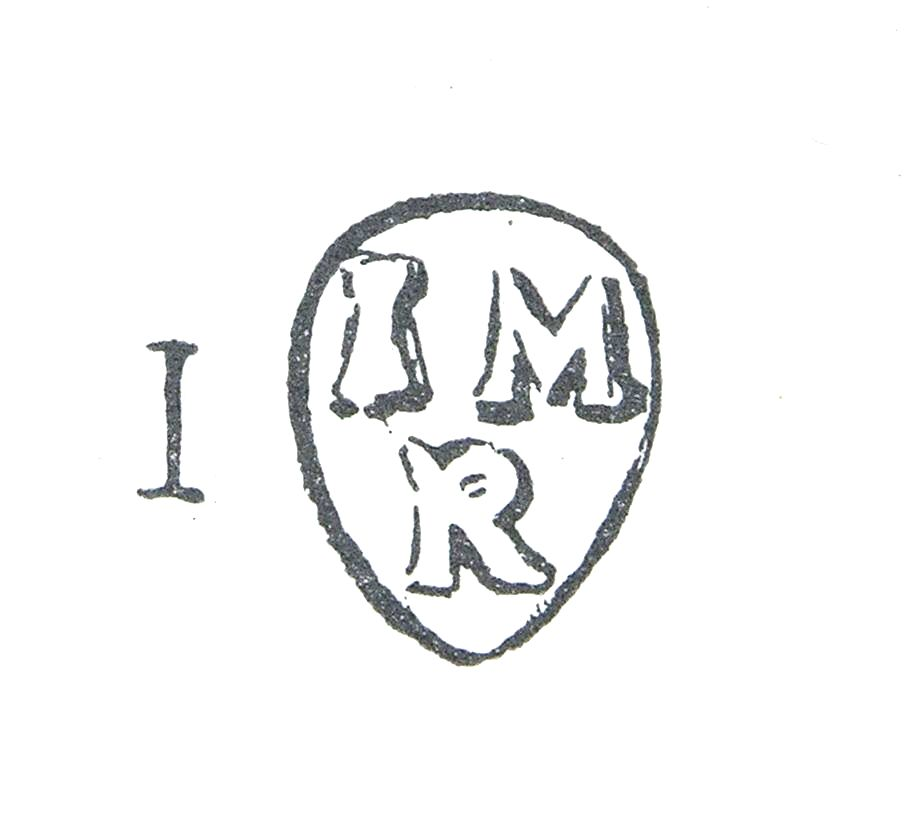
Meisterzeichen

Von seinen Arbeiten mit Meisterzeichen sind mehrere erhalten, alle mit Stempel (BZ) „Augsburg für 1697–99“:
- Gobelet André Falquet, Maison Tavel (Genf), 22 cm, 552 g (Stand: 2008)
- Teilvergoldeter Kugelbecher mit weißsilbernen Medaillons und vergoldet aufgesetzter Ornamentik. 27 cm, Nationalmuseum Budapest. (Silberausstellung Budapest 1884)[1]
- Vergoldeter Kugelbecher mit Zügen. Inschr. v. 1703–1789, 14,3 cm, Sammlung vaterländischer Kunstdenkmale Stuttgart. (Stand: 1922) Ehemals Sammlung Seyffer Stuttgart, Auktionskatalog 1887 Nr. 665.[1]
- Teilvergoldeter Kugelbecher mit Zügen u. Inschr. v. 1705, 24,5 cm, Gemeindeschießstand Pfunds. Ausstellung Innsbruck 1893, Kat. S. 77 Nr. 36.[1]
- Teilvergoldeter Becher mit getriebenen Medaillonköpfen und Blattranken, 8,6 cm. J. Jacobson in St. Petersburg 1885.[1]
- Teilvergoldeter Becher mit drei getriebenen Medaillonköpfen zwischen Blattranken, 9,2 cm. Alexander von Günzburg in St. Petersburg 1885.[1]
- Teilvergoldeter, konischer Becher auf eingezogenem Standring mit profiliertem Lippenrand. Die Wandung mit reichem getriebenem Akanthuswerk auf punzierter Mattierung. Unter dem Lippenrand kleine spätere Monogrammgravur „SEA“. Tremulierstich zwischen Marken. 16,3 cm, 357 g.[8]
- Teilvergoldeter Becher, mit drei getriebenen Medaillonköpfen zwischen Blattranken, leicht nach oben aufgeweitet. Zweireihige Nuten unter der Kante des Auslegers. Tremolierstich. 9 cm, 127 g.[7]
- Objekt mit Markenzeichen, 28 × 21,5 cm, Höhe 12 cm, Appenzell Innerrhoden.[9]